# Dallas Open
Il Dallas Open è un torneo professionistico maschile di tennis facente parte del circuito ATP nella categoria dei tornei dell'ATP Tour 500. Si gioca sui campi indoor in cemento del Ford Center at the Star di Frisco, mentre precedentemente si giocava su quelli dello Styslinger/Altec Tennis Complex della Southern Methodist University a Dallas, negli Stati Uniti. Fondato nel 2022 nella categoria ATP 250, nel 2025 il torneo è stato spostato alla categoria superiore, dopo aver inglobato la licenza del torneo ATP 250 di Atlanta che apparteneva allo stesso proprietario, la GF Sports & Entertainment.
Il torneo ha preso il posto nel calendario dell'ATP Tour del New York Open, che si è tenuto a New York dal 2018 al 2020.

## Albo d'oro

### Singolare
| Anno        | Campione         | Finalista       | Punteggio               |
| ----------- | ---------------- | --------------- | ----------------------- |
| ↓ ATP 250 ↓ |                  |                 |                         |
| 2022        | Reilly Opelka    | Jenson Brooksby | 7–6(5), 7–6(3)          |
| 2023        | Wu Yibing        | John Isner      | 6(4)–7, 7–6(3), 7–6(12) |
| 2024        | Tommy Paul       | Marcos Giron    | 7–6(3), 5–7, 6–3        |
| ↓ ATP 500 ↓ |                  |                 |                         |
| 2025        | Denis Shapovalov | Casper Ruud     | 7–6(5), 6–3             |

### Doppio
| Anno        | Campioni                          | Finalisti                         | Punteggio           |
| ----------- | --------------------------------- | --------------------------------- | ------------------- |
| ↓ ATP 250 ↓ |                                   |                                   |                     |
| 2022        | Marcelo Arévalo Jean-Julien Rojer | Lloyd Glasspool Harri Heliövaara  | 7–6(4), 6–4         |
| 2023        | Jamie Murray Michael Venus        | Nathaniel Lammons Jackson Withrow | 1–6, 7–6(4), [10–7] |
| 2024        | Max Purcell Jordan Thompson       | William Blumberg Rinky Hijikata   | 6–4, 2–6, [10–8]    |
| ↓ ATP 500 ↓ |                                   |                                   |                     |
| 2025        | Christian Harrison Evan King      | Ariel Behar Robert Galloway       | 7–6(4), 7–6(4)      |